# Муджибнагар
Муджибнагар (бенг. মুজিবনগর, англ. Mujibnagar), прежнее название — Байдьянатхтала — город на западе Бангладеш, административный центр одноимённого подокруга. Город получил своё название в честь первого президента и премьер-министра Бангладеш Муджибура Рахмана. 17 апреля 1971 года в Муджибнагаре была впервые прочитана декларация о независимости Бангладеш. Здесь же первое временное правительство Бангладеш приняло присягу.